# Episodi di Bottom (prima stagione)
La prima stagione della serie televisiva Bottom è stata trasmessa in anteprima nel Regno Unito dalla BBC Two tra il 17 settembre 1991 e il 28 ottobre 1991.
| nº | Titolo originale | Titolo italiano | Prima TV UK       | Prima TV Italia |
| -- | ---------------- | --------------- | ----------------- | --------------- |
| 1  | Smells           |                 | 17 settembre 1991 |                 |
| 2  | Gas              |                 | 24 settembre 1991 |                 |
| 3  | Contest          |                 | 30 settembre 1991 |                 |
| 4  | Apocalypse       |                 | 7 ottobre 1991    |                 |
| 5  | 's Up            |                 | 14 ottobre 1991   |                 |
| 6  | Accident         |                 | 28 ottobre 1991   |                 |